# 炸藥包

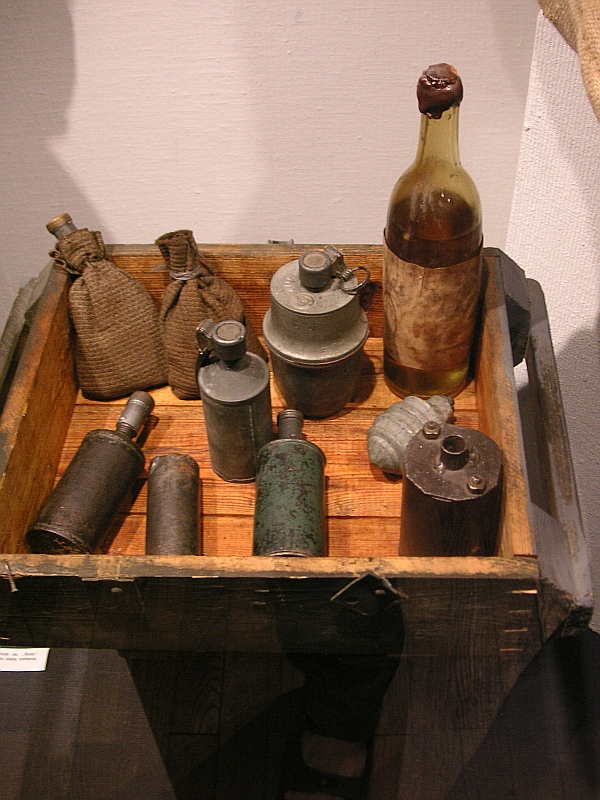
华沙起义中使用的两个炸藥包以及手榴弹和燃烧瓶

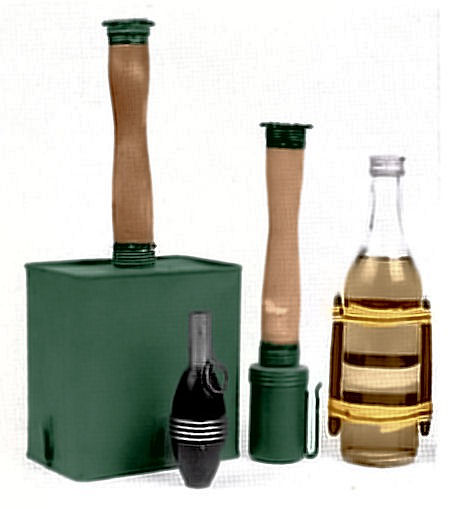
冬季战争中的武器。最左側的就是一種炸藥包。

炸藥包是一种主要用于战斗的爆破装置，其主要组成部分是炸药或威力更大的C4炸药。炸藥包功能类似于挎包或郵差包等携带装置，它還有一个触发装置。一些特种部队可能会使用定制的炸藥包来摧毁目标。